# Optus D2
O Optus D2 é um satélite de comunicação geoestacionário australiano que foi construído pela Orbital Sciences Corporation (OSC). Ele está localizado na posição orbital de 152 graus de longitude leste e é operado pela SingTel Optus Pty Limited. O satélite foi baseado na plataforma Star-2.4 Bus e sua expectativa de vida útil é de 15 anos.

## História
O Optus D2 faz parte da série Optus-D, ele foi baseado na plataforma Star-2 da Orbital Sciences Corporation e leva 24 transponders em banda Ku, com 8 canais de back-up também disponíveis, para fornecer comunicações fixas e serviços de radiodifusão televisiva direto para a Austrália e Nova Zelândia. O satélite Optus D2 gera cerca de 4,7 quilowatts de potência.

## Lançamento
O satélite foi lançado com sucesso ao espaço no dia 5 de outubro de 2007, às 22:02 UTC, por meio de um veiculo Ariane 5GS, lançado a partir do Centro Espacial de Kourou, na Guiana Francesa, juntamente como o satélite Intelsat 11. Ele tinha uma massa de lançamento de 2.401 kg.

## Capacidade e cobertura
O Optus D2 é equipado com 24 (mais 8 de reserva) transponders em banda Ku para fornecer serviços de televisão e de comunicação para a Austrália e Nova Zelândia.